# Kronprinsessan Victoria
Victoria Ingrid Alice Désirée, född 14 juli 1977, är Sveriges kronprinsessa, det vill säga tronarvinge, och hertiginna av Västergötland. Hon är dotter till kung Carl XVI Gustaf och drottning Silvia samt äldre syster till prins Carl Philip och prinsessan Madeleine. Hon gifte sig den 19 juni 2010 med Daniel Westling, som då blev prins Daniel av Sverige och hertig av Västergötland. Paret har två barn, dottern Estelle, prinsessa av Sverige, hertiginna av Östergötland och sonen Oscar, prins av Sverige, hertig av Skåne.
När Victoria föddes 1977 tillät successionsordningen endast manlig arvsrätt till tronen, men efter en ändring i denna grundlag, blev hon Sveriges kronprinsessa den 1 januari 1980. Hennes officiella titel är Hennes Kunglig Höghet Victoria, Sveriges Kronprinsessa, Hertiginna av Västergötland. Hennes namnsdag den 12 mars och hennes födelsedag den 14 juli är officiella flaggdagar i Sverige, och födelsedagen firas varje år på den så kallade Victoriadagen (även känt som Victoriadagarna). Kronprinsessan är den offentliga person i Sverige som åtnjuter det största förtroendet hos svenska folket och den person som erhållit det största förtroendet sedan mätningarna började.

## Biografi

### Tidiga barndomsår
I januari 1977 meddelade riksmarskalken att drottning Silvia väntade kungaparets första barn, vilket kom att vara det första barn att födas av ett regerande kungapar i Sverige sedan 1807 (Cecilia, yngsta barn till Gustav IV Adolf och Fredrika).
Drottningen nedkom med kronprinsessan den 14 juli – en dag tidigare än beräknat – klockan 21.45 på Karolinska universitetssjukhuset, förlöst av professor Ulf Borell och barnmorskan Maj-Lis Westling. Vittnen var riksdagens talman Henry Allard, statsminister Thorbjörn Fälldin, riksmarskalk Gunnar Lagergren och statsfrun vid Kungliga Hovstaterna grevinnan Alice Trolle-Wachtmeister.
Kronprinsessan döptes i källvatten från Öland av ärkebiskopen Olof Sundby, assisterad av överhovpredikanten Hans Åkerhielm i Storkyrkan den 27 september inför 700 gäster, framburen av sin mor och sin far. Hon hade en klänning av spets som tidigare burits av Gustaf VI Adolfs barn samt av kung Carl XVI Gustaf och hans systrar. Till den hör en sidencape där namnen på dopbarnen broderats in.
Hennes faddrar är (förutvarande) drottning Beatrix av Nederländerna, faster prinsessan Désirée, kung Harald V av Norge och hennes äldste morbror Ralf Sommerlath.
Kungafamiljen var vid denna tid bosatt på Stockholms slott.
Redan innan kronprinsessan var född var frågan om huruvida successionsordningen skulle ändras aktuell. I mars våren före kronprinsessans födelse lade Ingvar Lindell fram en statlig enmansutredning vari föreslogs att full kognatisk tronföljd skulle införas, vilket merparten av de 23 remissinstanserna instämde i. För att hon skulle bli tronföljare krävdes två likalydande beslut av två riksdagar med ett riksdagsval däremellan, detta eftersom successionsordningen är en av Sveriges grundlagar; successionsordningen ändrades därför först 1980, efter att prins Carl Philip hade fötts.
När kronprinsessan fyllde ett år 1978 hade hennes far kung Carl XVI Gustaf försett pressen med bilder som han själv tagit, så att barnet inte skulle skrämmas av anstormningen av fotografer. Så skedde för övrigt under de första åren, att kungen tog alla offentliga bilder av sin dotter, och intäkterna gick till välgörande ändamål. Innan kronprinsessan fyllde ett år hade hon börjat gå och tala i telefon; eftersom hennes föräldrar så ofta var på resor blev det senare nödvändigt för att behålla kontakten.
Den 13 maj 1979 föddes kronprinsessans bror som kronprins Carl Philip, som då, eftersom grundlagen inte hunnit ändras, kortvarigt blev tronföljare. Hon firade sin andra födelsedag på Öland, där kungafamiljen har slottet Solliden, och från och med då har detta blivit den plats där hon traditionsenligt firas, med några få undantag.
Den 7 november 1979 röstade Sveriges riksdag igenom den ändring i grundlagen som vid årsskiftet skulle göra henne till tronarvinge med röstsiffrorna 165 mot 21, med 147 nedlagda röster.
Vid decennieskiftet 1980 flyttade kungafamiljen till Drottningholms slott på grund av luftföroreningarna i innerstaden. Den 9 januari 1980 tilldelades kronprinsessan titeln hertiginna av Västergötland.
Kronprinsessan fick en syster den 10 juni 1982, då prinsessan Madeleine föddes. Senare under året började kronprinsessan förskolan i Västerleds församling.

### Skolår
Kronprinsessan började första klass 21 augusti 1984 i Smedslättsskolan i Bromma med Ulla Britta Wahlberg som lärare. Sedan gick hon mellanstadiet i Ålstensskolan, också den i Bromma. Sitt första officiella framträdande gjorde kronprinsessan den 6 juni 1988 vid Skaras 1000-årsjubileum då hon var prisutdelare i en teckningstävling. 1990 började kronprinsessan på Carlssons högstadieskola vid Enskilda gymnasiet vid Tegnérlunden i Stockholm. Under de tidiga tonåren reste hon med sin guvernant på läger i USA, bland annat för att förkovra sig i språk.
Hon konfirmerades den 27 juni 1992 i Räpplinge kyrka på Öland.
Gymnasium gick hon på Enskilda gymnasiet, där hon gick ut från natur- och samhällsvetenskapliga programmet 1996. Samma år deltog hon för första gången vid riksmötets öppnande.

### Myndighetsförklaring
Enligt grundlagen kan Victoria från sin 18-årsdag både tillträda som regent vid hennes fars bortgång och agera som tillfällig riksföreståndare då kungen exempelvis är på utrikes resa. Hennes myndighetsförklaring, som direktsändes i TV, skedde den 14 juli 1995 i Rikssalen på Stockholms slott. Här lovade kronprinsessan i sitt tal att vara lojal mot Konungen och Riksdagen samt att följa Sveriges grundlag.
Vid tillfället uruppfördes Kronprinsessan Victorias fanfar, komponerad av Ingvar Lidholm.

### Högre utbildning

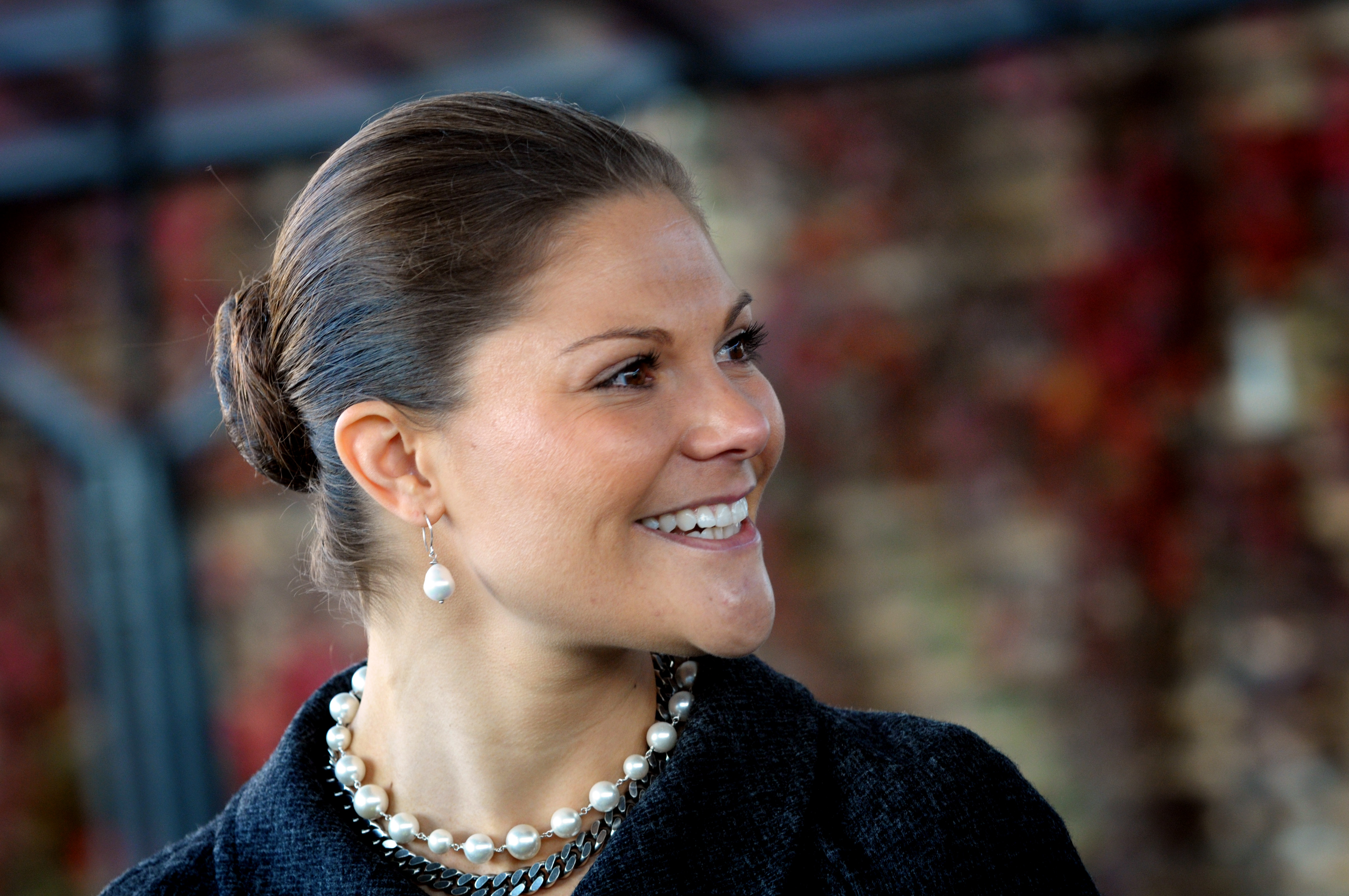
Kronprinsessan Victoria på Baltic Development Forum den 5 oktober 2009.

Efter detta studerade kronprinsessan ett år (1996–1997) vid Université Catholique de l'Ouest i Angers i Frankrike.  Hösten 1997 skaffade hon sig genom ett särskilt upplagt program kunskaper i Sveriges beslutsfattningsprocess på lokal, nationell och europeisk nivå, samt gjorde sig förtrogen med den svenska ekonomin.[källa behövs]
År 1998 till 2000 studerade hon vid Yale University i USA. Då praktiserade hon också vid Förenta nationerna i New York och den svenska ambassaden i Washington D.C.
Hon genomgick hösten 2001 ett utbildningsprogram vid regeringskansliet, och våren därpå vid Sida.
År 2003 tjänstgjorde hon tre veckor i den svenska armén.
Hösten 2004 läste hon en B-kurs i statsvetenskap med inriktning på krishantering och internationell samverkan vid Försvarshögskolan i Stockholm. Läsåret 2006/2007 gick hon diplomatprogrammet vid utrikesdepartementet.
År 2009 avlade hon vid Uppsala universitet filosofie kandidat-examen med freds- och konfliktkunskap som huvudämne och där även utrikesdepartementets ettåriga aspirantutbildning, 60 poäng statsvetenskap från Stockholms universitet samt en grundkurs i teckning ingår. Däremot omfattar examen inte en C-uppsats och det avslutande arbetet, material som i normala fall är offentliga, är inte offentligt då kronprinsessans bedömningar av fredsbevarande operationer anses för känsliga. Utbildningen anpassades och komprimerades för kronprinsessan.

### Äktenskap och barn
Under 2001 lärde kronprinsessan känna Daniel Westling. De träffades på Westlings gym Master Training där han var hennes personlige tränare. År 2002 blev de ett par. Den 24 februari 2009 tillkännagav kronprinsessan Victoria och Daniel Westling vid en pressträff i prinsessan Sibyllas våning på Stockholms slott att de förlovat sig. Bröllopet mellan dem ägde rum den 19 juni 2010 i Storkyrkan i Stockholm. Vigseln förrättades av ärkebiskop Anders Wejryd. Tronföljarparet är bosatt på Haga slott i Solna.
Dottern prinsessan Estelle föddes 23 februari 2012 och har plats nummer två i den svenska tronföljden efter sin mor kronprinsessan. Sonen prins Oscar föddes den 2 mars 2016.

## Roll i kungahuset

### Kronprinsessa

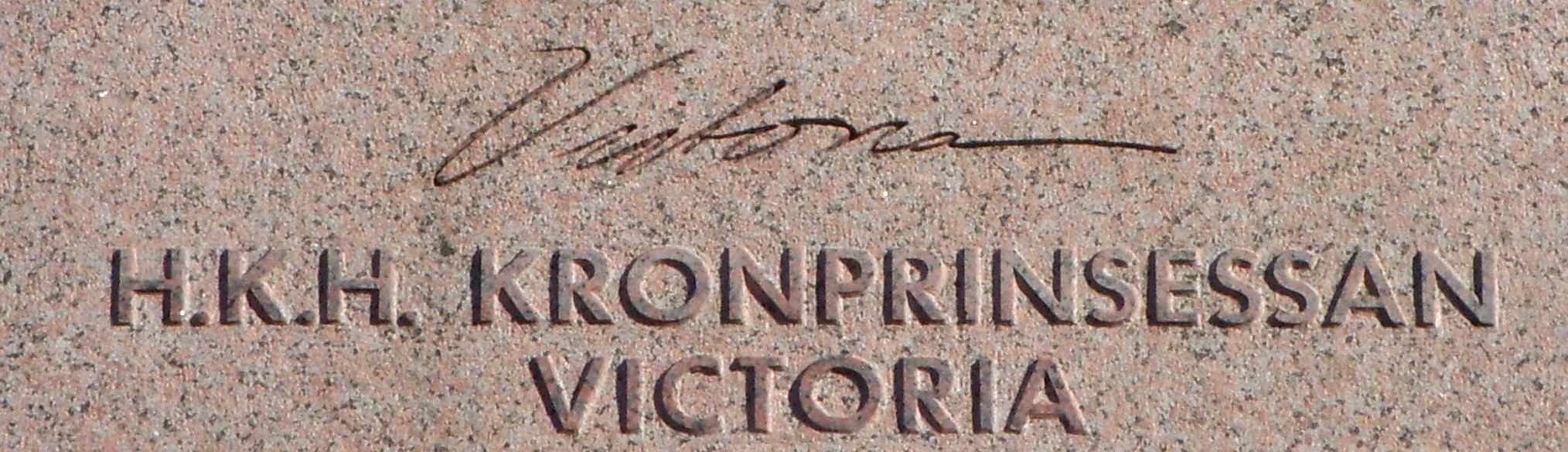
Victorias namnteckning på minnesstenen vid Tranebergsbron i Stockholm.

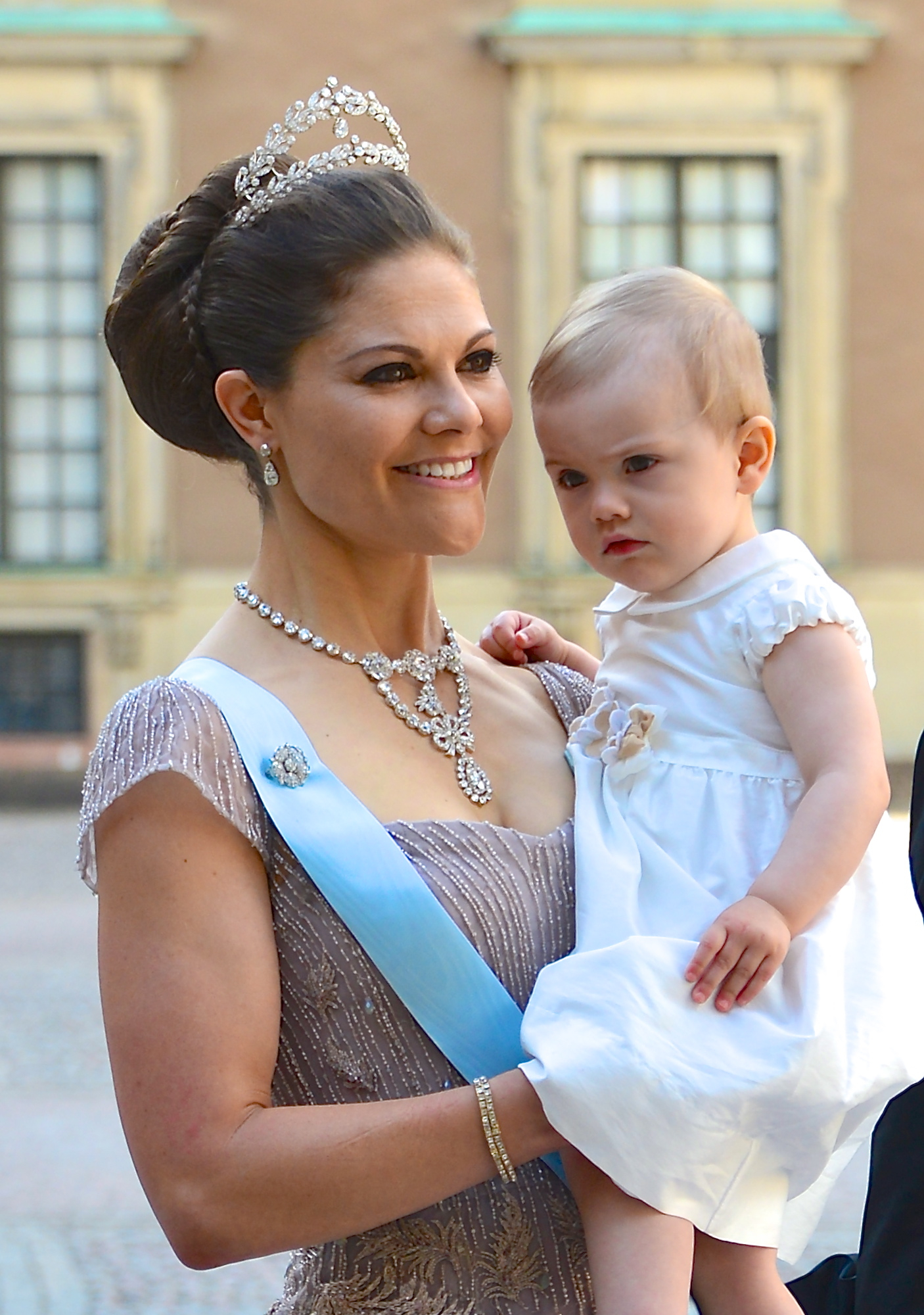
Kronprinsessan Victoria och prinsessan Estelle på väg in till slottskyrkan på Kungliga slottet i Stockholm inför bröllopet mellan prinsessan Madeleine och Christopher O'Neill den 8 juni 2013.

Sedan myndighetsdagen träder kronprinsessan Victoria i egenskap av tronarvinge in som tillfällig riksföreståndare när kung Carl XVI Gustaf på grund av resor eller andra skäl inte kan fullgöra sina plikter som statschef. I dessa plikter ingår att vara Sveriges främsta representant i officiella sammanhang samt att vara ordförande i Utrikesnämnden, en uppgift som kronprinsessan för första gången fullföljde i augusti 2008 vid ett extrainsatt möte med anledning av kriget i Georgien. Till kronprinsessans engagemang hör biståndsarbete, internationellt fredsarbete och stöd till handikappade ungdomar.
Kronprinsessan Victoria ledde 2004 en stor handelsdelegation till Saudiarabien. Hennes deltagande anses ha haft en förlösande roll i att Saudiarabiens ledare tog emot delegationen och övertygades att köpa Saabs och Ericssons radarövervakningssystem Erieye i ett skede när saudierna var på väg att dra sig ur. Saudierna krävde dock som motprestation att Sverige skulle hjälpa landet att bygga upp sin vapenindustri, vilket blev grunden till det kontroversiella Projekt Simoom.
Sedan 2004 har kronprinsessan en egen hovstat med uppgift att ansvara för planering, förberedande och genomförande av hennes officiella program. Hovmarskalk Elisabeth Tarras-Wahlberg ledde hovstaten till 2009, då hon efterträddes av hovmarskalk Jörgen Lindström. Sedan maj 2012 är hovmarskalken Karolin A. Johansson chef för hovstaten. Till hovstaten hör även kronprinsessans och prins Daniels respektive sekreterare. År 2011 tog hovstaten 10 procent av det så kallade apanaget i anspråk, cirka 6,2 miljoner kronor.

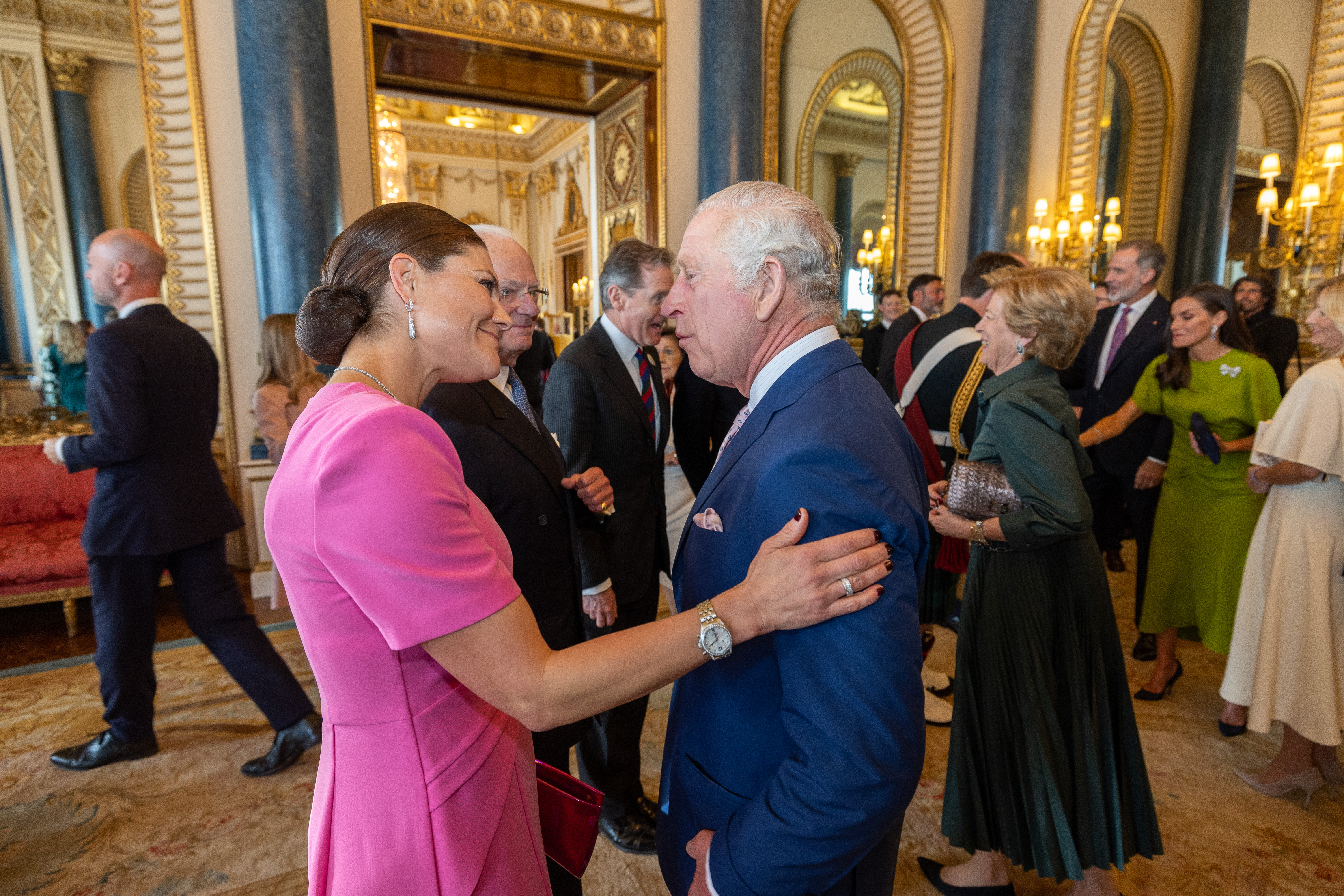
Victoria och kung Charles III inför Charles kröning, 6 maj 2023.

I januari 2016 utsåg FN:s generalsekreterare Ban Ki-moon kronprinsessan till en av ambassadörerna att delta i "Sustainable Development Goals Advocacy Group" vilket är en grupp vars uppgift är att främja FN:s mål för hållbar utveckling, Agenda 2030. Kronprinsessan är en av 16 ambassadörer i gruppen.
Den 6 maj 2023 deltog kronprinsessan och kung Carl XVI Gustaf på kröningen av kung Charles III av Storbritannien och drottning Camilla.
Våren 2024 genomförde Victoria en grundläggande militär utbildning vid Stockholms amfibieregemente som till stor del var en repetition av hennes grundläggande soldatutbildning från 2003. Under hösten påbörjade hon en särskild officersutbildning som var anpassad för de som redan hade 180 högskolepoäng och som anställts av Försvarsmakten. Under utbildningen läste hon krigsvetenskap, marintaktik och militärstrategi. Utbildningen avslutades våren 2025 och Victoria fick då graden fänrik.

### Beskyddarskap i urval
Kronprinsessan, liksom kungafamiljens övriga medlemmar, är i sin roll officiell beskyddare och/eller hedersledamot av ett stort antal organisationer:
- Allmänna Sången
- Insamlingsstiftelsen WaterAid Sverige
- Karl Johans förbundet
- Kungliga Krigsvetenskapsakademien[31]
- Kungliga Musikaliska Akademien
- Kungliga Motorbåt Klubben
- Kungliga Svenska Segelsällskapet
- Kungliga Vitterhets Historie och Antikvitets Akademien
- Nordens Ark
- Riksförbundet för Rörelsehindrade Barn och Ungdomar
- Riksförbundet Sveriges lottakårer (kommunikativt Svenska Lottakåren)
- Riksförbundet Sällsynta diagnoser
- Samfundet Nordiska museets & Skansens vänner[32]
- Stockholm Junior Water Prize
- Stockholms Golfklubb
- Svenska Handelskammaren i Tyskland[33]
- Sverige-Amerika Stiftelsen
- Västergötlands Hembygdsförbund
- Västgöta nation i Uppsala

## Tronföljd
Den tidigare lagen om agnatisk tronföljd, vilket betydde att tronen ärvdes av det äldsta manliga barnet till monarken, och bara kunde ärvas av manliga barn, byttes 1980 ut till full kognatisk tronföljd. Detta betyder att tronen ärvs av det äldsta barnet utan avseende på kön. Sverige var det enda landet som lät det agera retroaktivt. Senare har bland annat Norge (med verkan efter kronprins Haakon) infört principen.
I den brittiska tronföljden var kronprinsessan upptagen som nummer 285 den 1 januari 2011.

## Bildgalleri

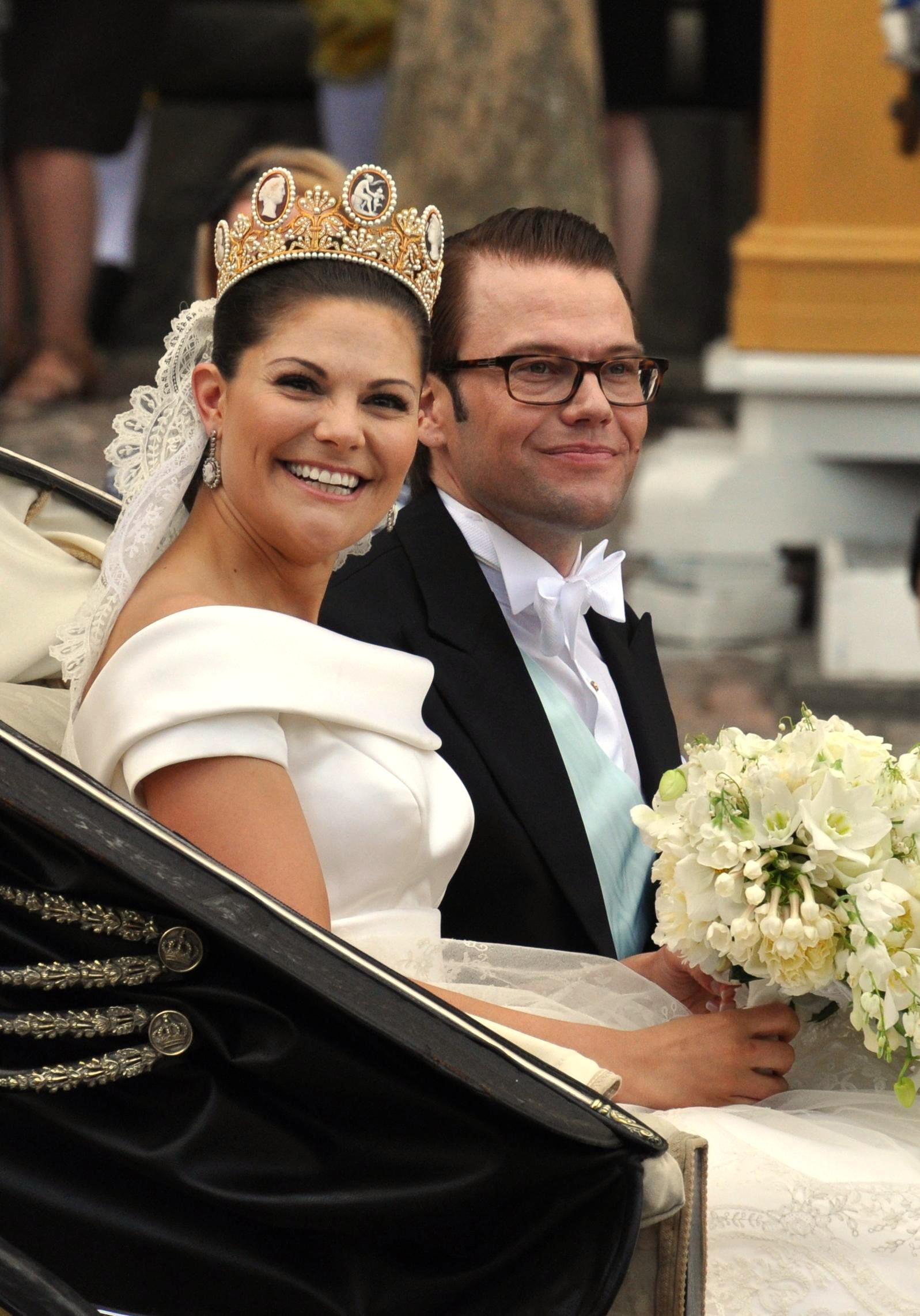
Kronprinsessan Victoria och prins Daniel efter vigseln den 19 juni 2010. Kortegevagn vid Slottsbacken i Stockholm.
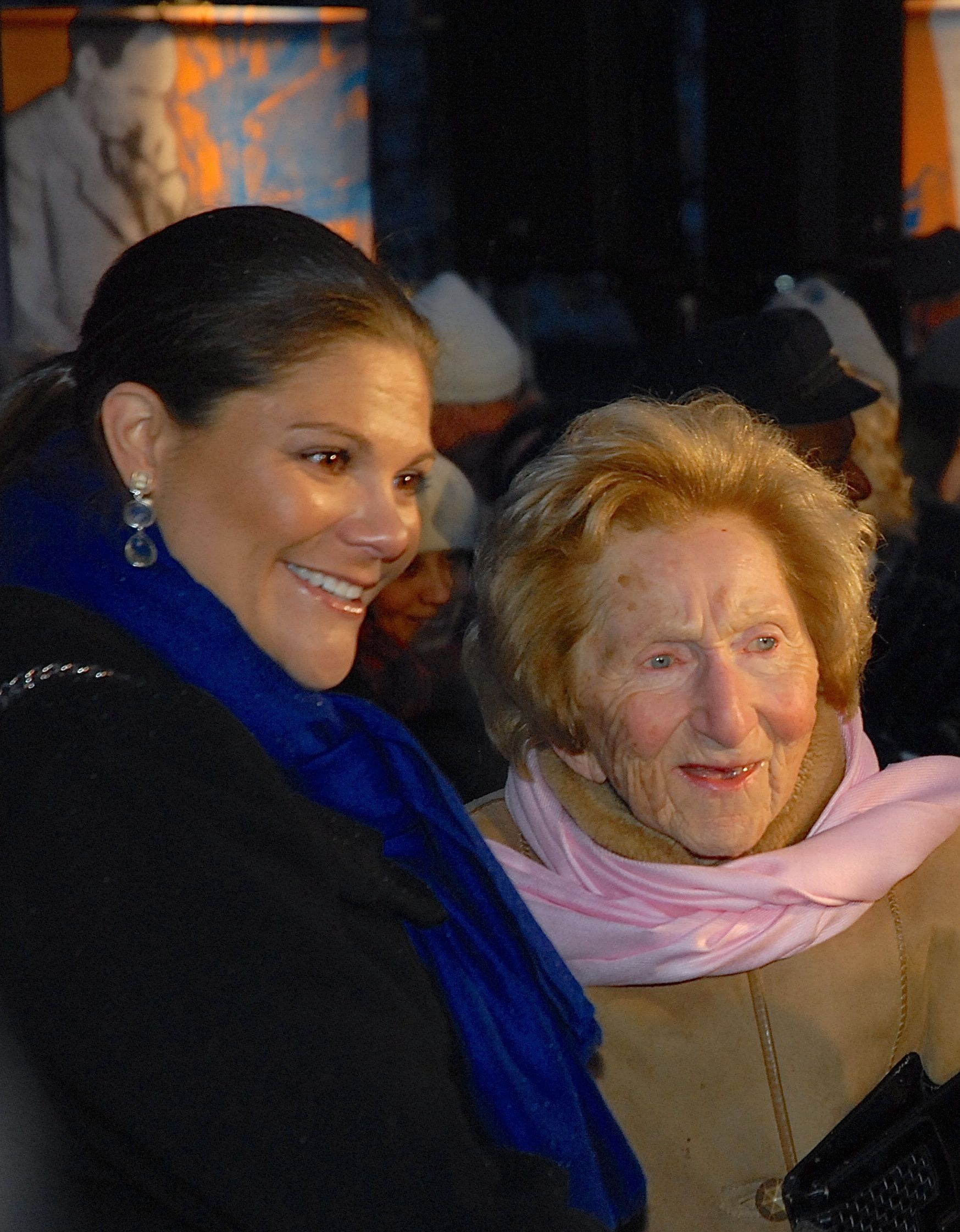
Kronprinsessan bredvid Hédi Fried, närvarande på minnesceremoni på Raoul Wallenbergs torg i Stockholm med överlevande från Förintelsen i samband med Förintelsens minnesdag den 27 januari 2012.
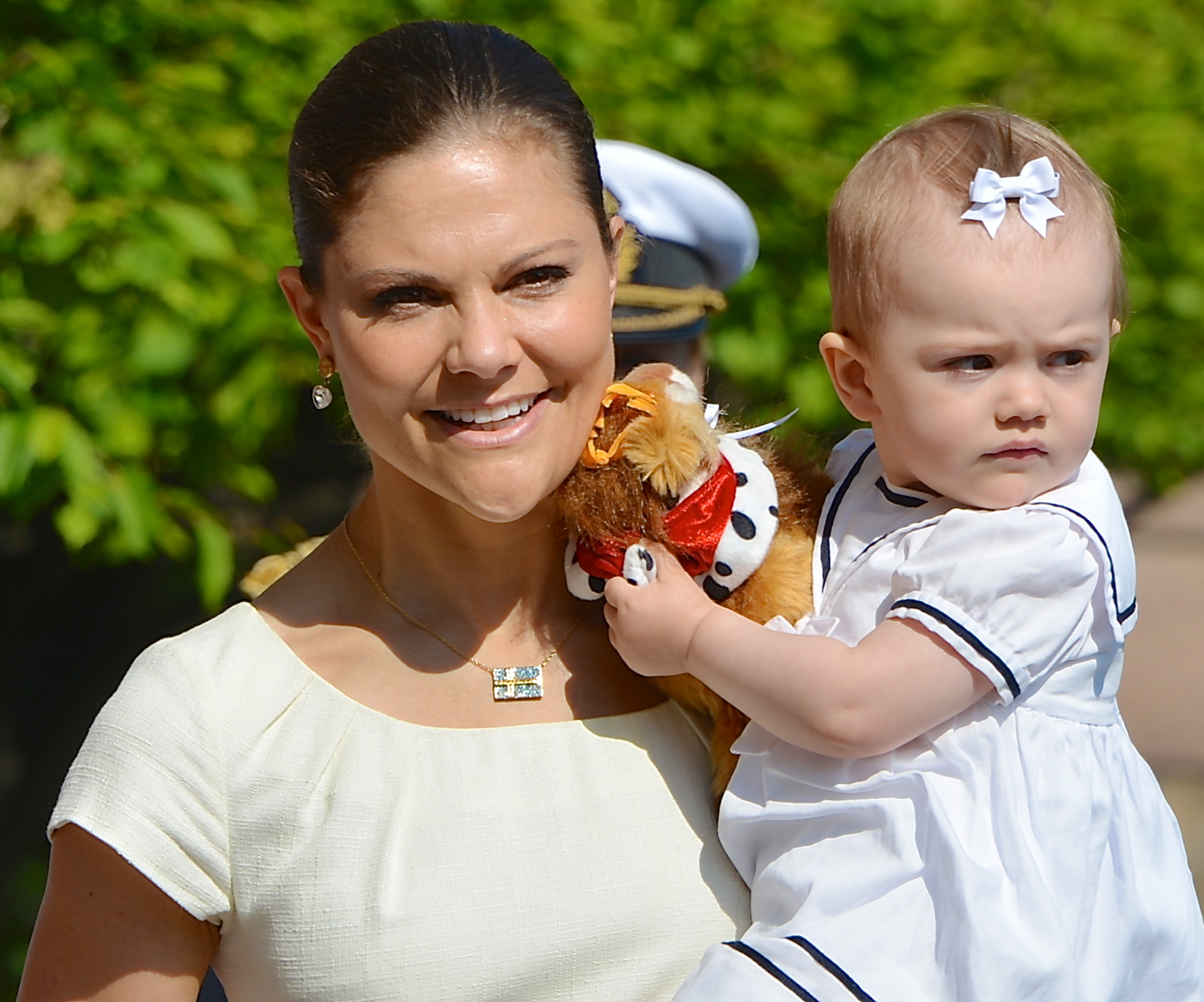
Kronprinsessan Victoria och prinsessan Estelle den 6 juni 2013.
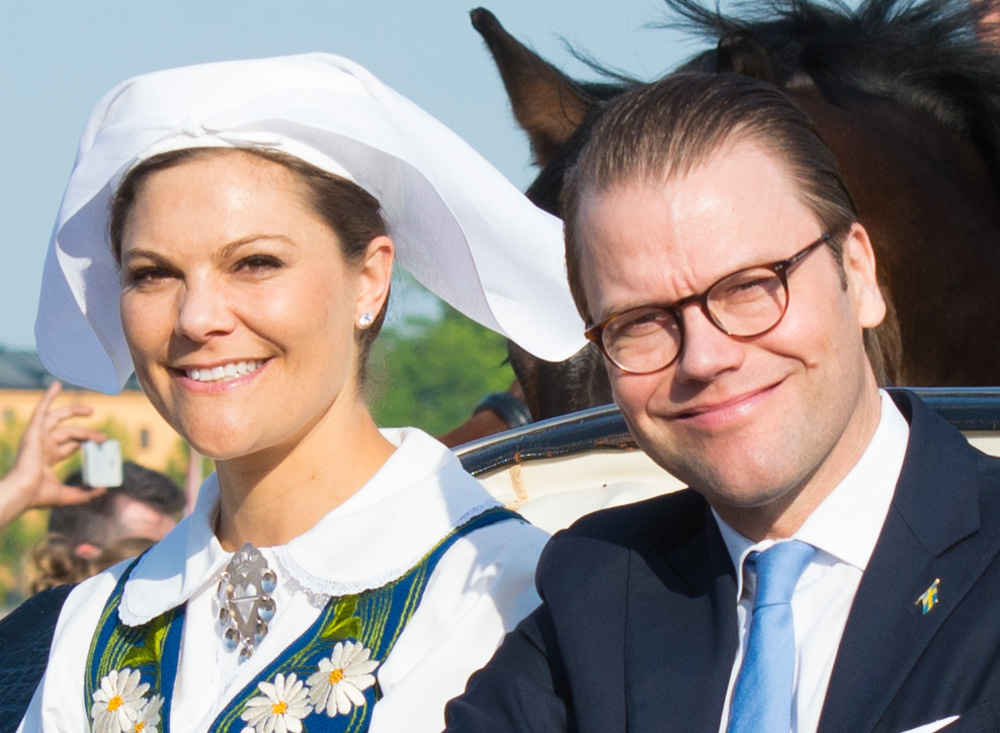
Kronprinsessan Victoria och prins Daniel i Stockholm på nationaldagen 2015.
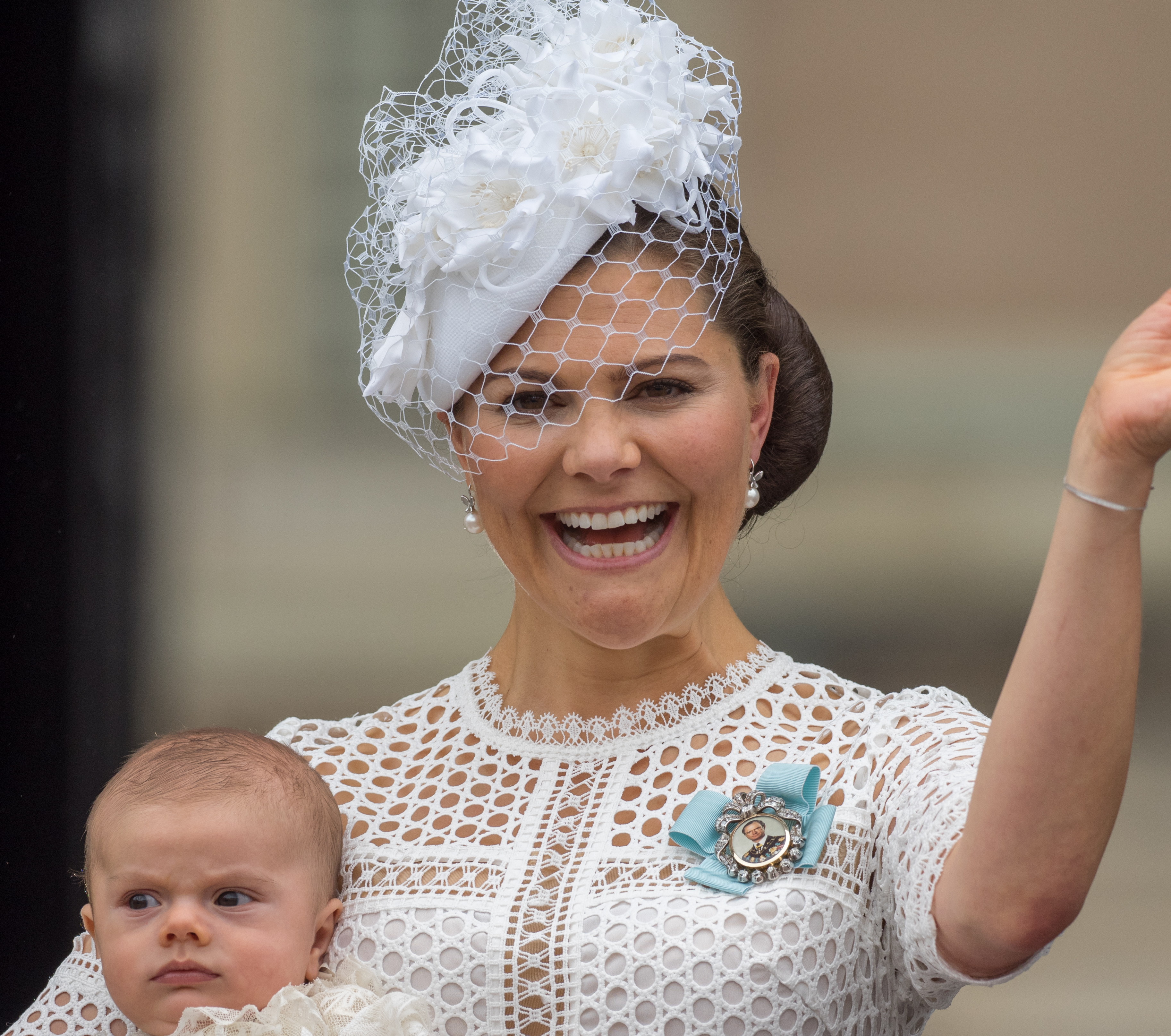
Kronprinsessan och prins Oscar 2016.
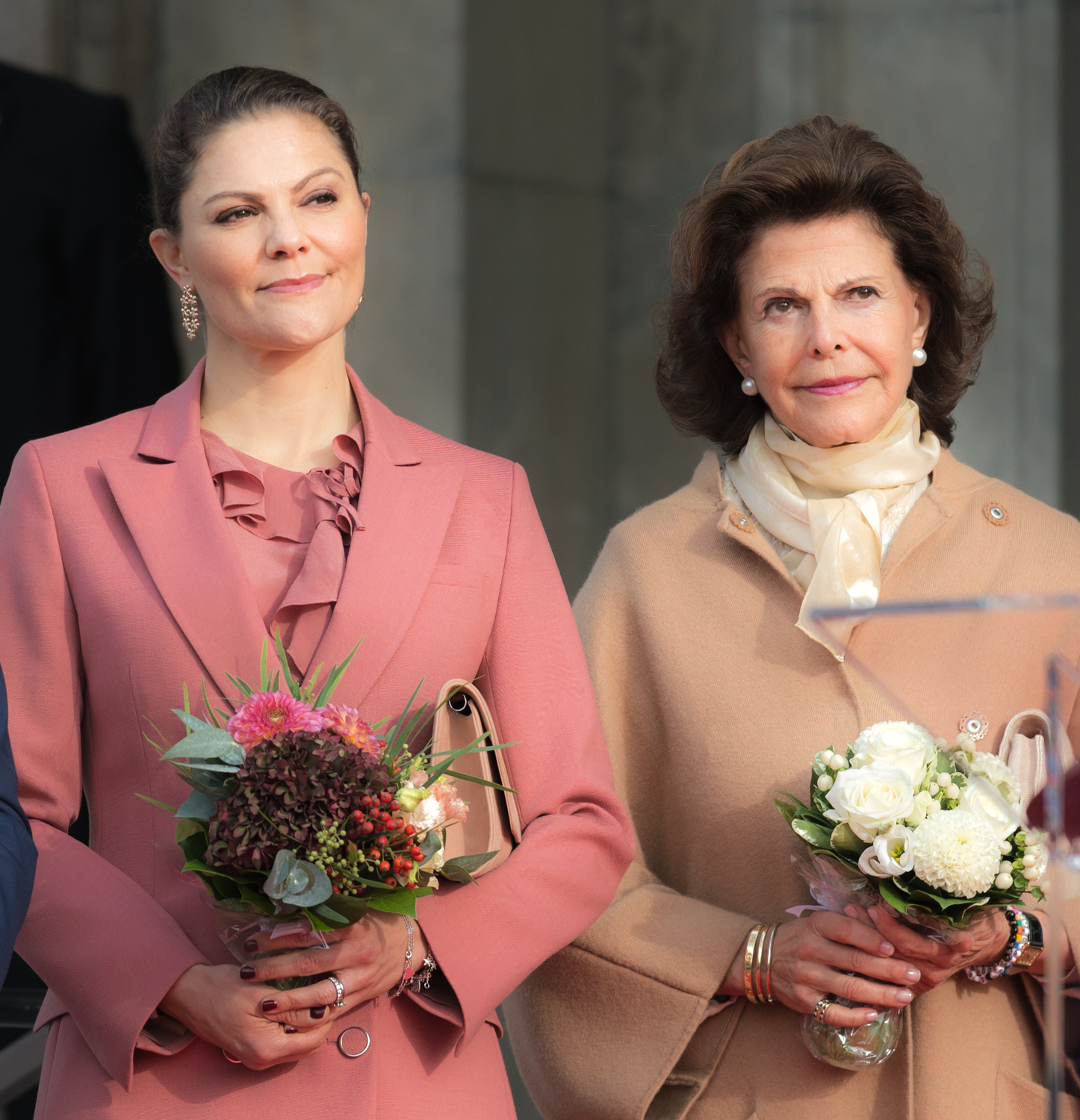
Kronprinsessan och drottning Silvia under nyinvigningen av Nationalmuseum i Stockholm 2018.

## Titlar, ordnar och dekorationer
- 14 juli 1977 – 31 december 1979: Hennes Kunglig Höghet Victoria, Sveriges Prinsessa[36]
- 1 januari 1980 - : Hennes Kunglig Höghet Victoria, Sveriges Kronprinsessa, Hertiginna av Västergötland[37]
- 11 mars 2025- : Fänrik i flottan

### Svenska ordnar och dekorationer
- Ledamot och kommendör av Kungl. Maj:ts orden (Serafimerorden)[38] (räknas från födseln, fick insignierna 14 juli 1995)[39])
- Konung Carl XVI Gustafs miniatyrporträtt (14 juli 1995)
- Konung Carl XVI Gustafs jubileumsminnestecken IV, 15 september 2023.[40]
- Konung Carl XVI Gustafs jubileumsminnestecken III (30 april 2016)
- Konung Carl XVI Gustafs jubileumsminnestecken II (15 september 2013)[41][42]
- Konung Carl XVI Gustafs jubileumsminnestecken (30 april 1996)[38]
- Försvarshögskolans minnesmedalj (9 januari 2008)[43]
- Svenska soldathemsförbundets medalj i guld nr 1 (maj 2021)[44]

### Utländska ordnar och dekorationer

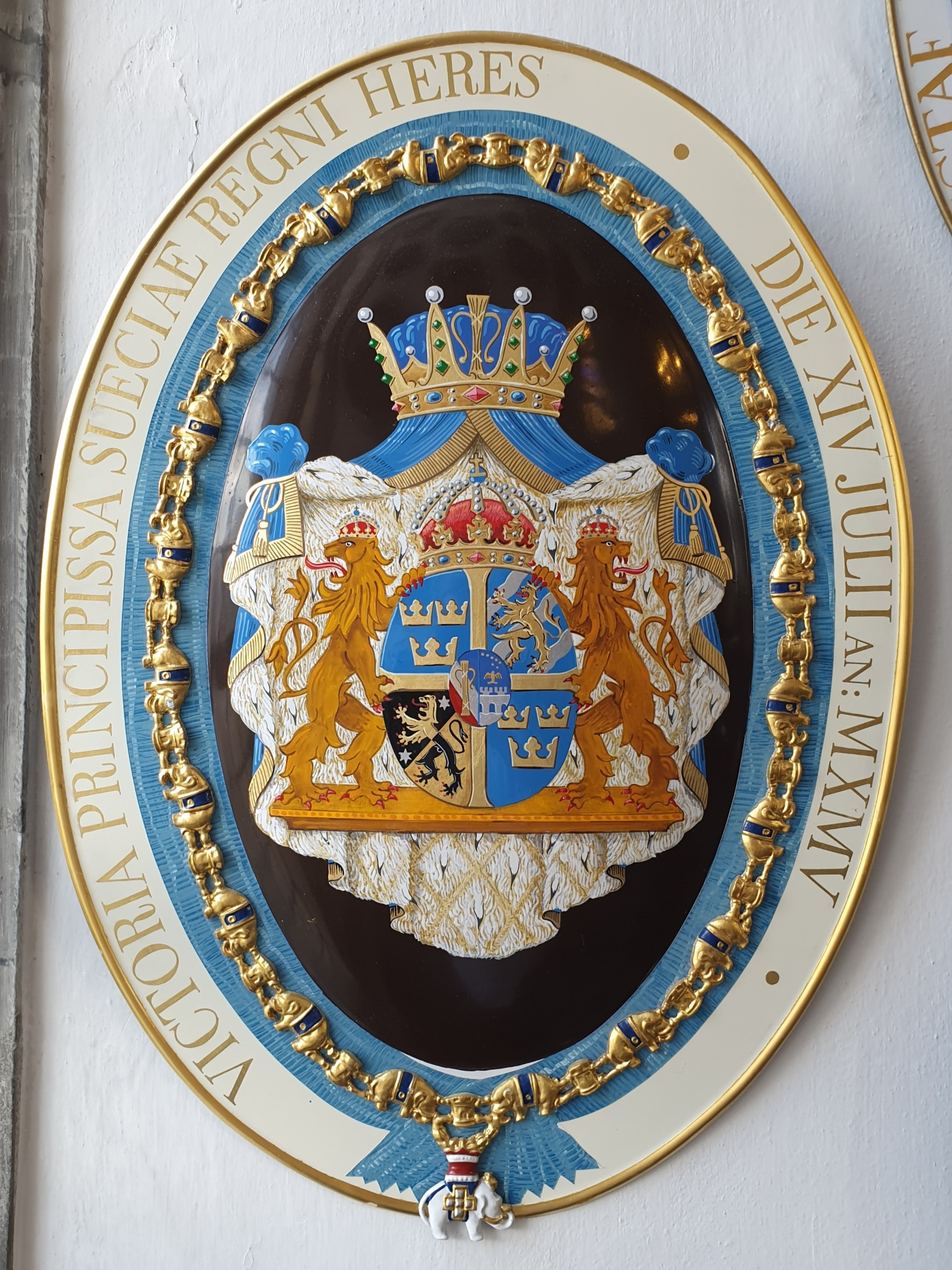
Kronprinsessan Victorias vapen som riddare av Elefantorden i Frederiksborgs slottskyrka.

- Storkors av Belgiska Leopoldorden (2001)
- Storkors av Brasilianska Södra korsets orden
- Storkors av Bulgariska Stara Planina-orden
- Storkors av Chilenska förtjänstorden
- Riddare av Danska Elefantorden (14 juli 1995)[45]
- Storkors av Estniska Terra Mariana-korsets orden (11 september 1995)[46]
- Storkors av Estniska Vita Stjärnorden (18 januari 2011) [47]
- Storkors med kedja av Finlands vita ros' orden (1996, kedja 2022) [48]
- Storofficer av Franska Hederslegionen (2024)[49]
- Storkors av Franska Nationalförtjänstorden
- Storkors av Grekiska Hedersorden (2008)
- Storkors av Isländska Falkorden (7 september 2004)[50]
- Storkors av Italienska republikens förtjänstorden (13 november 2018)[51]
- Storkors av Japanska Krysantemumorden
- Storkors av Jordaniska Renaissanceorden
- Kommendör av Lettiska Trestjärneorden[52]
- Storkors av Storhertig Gediminas av Litauens Orden (21 november 1995)[53]
- Storkors av Adolf av Nassaus Orden
- Storkors av Rikets Försvares Orden (2005)[54]
- Riddare av Grimaldiorden[55]
- Storkors av Sankt Olavs orden (1 juli 1995)[56]
- Storkors av Rumänska Stjärnans orden
- Storkors av Isabella den katolskas orden (16 november 2021)[57]
- Första klass (Stora Gwanghwamedaljen) av Sydkoreanska diplomatiska förtjänstorden (14 juni 2019)[58][59]
- Storkors i särklass av Förbundsrepubliken Tysklands Förtjänstorden
- Storstjärna av Republiken Österrikes Hederstecken för förtjänster

## Anfäder
|                         |  |  |  |  |  |  |  |                      |  |  |  |  |  |  |  |                                                |  |  |  |  |  |  |  | Kung Gustaf VI Adolf                       |
|                         |  |  |  |  |  |  |  |                      |  |  |  |  |  |  |  |                                                |  |  |  |  |  |  |  |                                            |
|                         |  |  |  |  |  |  |  |                      |  |  |  |  |  |  |  | Prins Gustaf Adolf, hertig av Västerbotten     |  |  |  |  |  |  |  |                                            |
|                         |  |  |  |  |  |  |  |                      |  |  |  |  |  |  |  |                                                |  |  |  |  |  |  |  |                                            |
|                         |  |  |  |  |  |  |  |                      |  |  |  |  |  |  |  |                                                |  |  |  |  |  |  |  | Kronprinsessan Margareta                   |
|                         |  |  |  |  |  |  |  |                      |  |  |  |  |  |  |  |                                                |  |  |  |  |  |  |  |                                            |
|                         |  |  |  |  |  |  |  | Kung Carl XVI Gustaf |  |  |  |  |  |  |  |                                                |  |  |  |  |  |  |  |                                            |
|                         |  |  |  |  |  |  |  |                      |  |  |  |  |  |  |  |                                                |  |  |  |  |  |  |  |                                            |
|                         |  |  |  |  |  |  |  |                      |  |  |  |  |  |  |  |                                                |  |  |  |  |  |  |  | Hertig Karl Eduard av Sachsen-Coburg-Gotha |
|                         |  |  |  |  |  |  |  |                      |  |  |  |  |  |  |  |                                                |  |  |  |  |  |  |  |                                            |
|                         |  |  |  |  |  |  |  |                      |  |  |  |  |  |  |  | Prinsessan Sibylla, hertiginna av Västerbotten |  |  |  |  |  |  |  |                                            |
|                         |  |  |  |  |  |  |  |                      |  |  |  |  |  |  |  |                                                |  |  |  |  |  |  |  |                                            |
|                         |  |  |  |  |  |  |  |                      |  |  |  |  |  |  |  |                                                |  |  |  |  |  |  |  | Prinsessan Victoria Adelheid av Glücksburg |
|                         |  |  |  |  |  |  |  |                      |  |  |  |  |  |  |  |                                                |  |  |  |  |  |  |  |                                            |
| Kronprinsessan Victoria |  |  |  |  |  |  |  |                      |  |  |  |  |  |  |  |                                                |  |  |  |  |  |  |  |                                            |
|                         |  |  |  |  |  |  |  |                      |  |  |  |  |  |  |  |                                                |  |  |  |  |  |  |  | Moritz Sommerlath (köpman)                 |
|                         |  |  |  |  |  |  |  |                      |  |  |  |  |  |  |  |                                                |  |  |  |  |  |  |  |                                            |
|                         |  |  |  |  |  |  |  |                      |  |  |  |  |  |  |  | Walther Sommerlath                             |  |  |  |  |  |  |  |                                            |
|                         |  |  |  |  |  |  |  |                      |  |  |  |  |  |  |  |                                                |  |  |  |  |  |  |  |                                            |
|                         |  |  |  |  |  |  |  |                      |  |  |  |  |  |  |  |                                                |  |  |  |  |  |  |  | Erna Waldau                                |
|                         |  |  |  |  |  |  |  |                      |  |  |  |  |  |  |  |                                                |  |  |  |  |  |  |  |                                            |
|                         |  |  |  |  |  |  |  | Drottning Silvia     |  |  |  |  |  |  |  |                                                |  |  |  |  |  |  |  |                                            |
|                         |  |  |  |  |  |  |  |                      |  |  |  |  |  |  |  |                                                |  |  |  |  |  |  |  |                                            |
|                         |  |  |  |  |  |  |  |                      |  |  |  |  |  |  |  |                                                |  |  |  |  |  |  |  | Artur de Toledo (plantageägare)            |
|                         |  |  |  |  |  |  |  |                      |  |  |  |  |  |  |  |                                                |  |  |  |  |  |  |  |                                            |
|                         |  |  |  |  |  |  |  |                      |  |  |  |  |  |  |  | Alice Soares de Toledo                         |  |  |  |  |  |  |  |                                            |
|                         |  |  |  |  |  |  |  |                      |  |  |  |  |  |  |  |                                                |  |  |  |  |  |  |  |                                            |
|                         |  |  |  |  |  |  |  |                      |  |  |  |  |  |  |  |                                                |  |  |  |  |  |  |  | Elisa Novais Soares                        |
|                         |  |  |  |  |  |  |  |                      |  |  |  |  |  |  |  |                                                |  |  |  |  |  |  |  |                                            |